# ナラヤナ・ムルティ
ナラヤナ・ムルティ（英語: Nagavara Ramarao Narayana Murthy、1946年8月20日 - ）は、インドの実業家。インフォシス リミテッド（カルナータカ州バンガロール）の創業者。第79代イギリス首相のリシ・スナクの配偶者アクシャタ・ムルティの父。 

## 来歴
カルナータカ州の中流階級の家庭に生まれる。インド工科大学で電気工学を専攻した。1981年にインドのプネーにおいて、クリス・ゴパラクリシュナン（3代目CEO）など6人のエンジニア仲間と250ドルの資金を元手に、インフォシスを立ち上げた。